# Panu Aaltio
Panu Aaltio (* 29. Januar 1982 in Nurmijärvi, Finnland) ist ein finnischer Filmkomponist.

## Leben und Karriere
Panu Aaltio begann mit sechs Jahren Violoncello zu lernen. Später studierte er an der Sibelius-Akademie in Helsinki Music Technology. 2005 ging er nach Los Angeles, um am Programm Scoring for Motion Pictures and Television der University of Southern California teilzunehmen. Nachdem er graduiert worden war, erhielt er eine Harry Warren Scolarship for Excellence in Film Scoring. 2007 steuerte er Musik zum Dokumentarfilm Nanking  des Regisseurs Bill Guttentag bei. Für seine erste eigene Musik zu einem Spielfilm, der Musik zu The Home of Dark Butterflies erhielt er 2008 eine Nominierung für den finnischen Filmpreis Jussi. Sein nächster Film, der Horrorfilm Sauna wurde beim Toronto Film Festival uraufgeführt. Seitdem folgten zahlreiche weitere Filme wie 2011 Paladin – Der Drachenjäger, oder 2013 der Film Schattenkrieger – The Shadow Cabal. Für die Musik zu Metsän tarina (englisch Tale of a Forrest) 2013, 2014 für Tale of a Lake und 2023 für Tunturin tarina erhielt er Preise beim The International Film Music Critics Association.

## Werke (Auswahl)
Panu Aaltio komponierte die Musik zu über zwanzig Spielfilmen, vielen Fernsehserien und Videospielen. Für die Finnische Nationaloper komponierte er das Ballett Moomin and the Comet.

### Filme (Auswahl)
- 2008: Tummien perhosten koti (englisch The Home of Dark Butterflies), Regie: Dome Karukoski
- 2008: Sauna (Regie: AJ Annila)
- 2011: Hella W (Regie: Juha Wuolijoki)
- 2011: Paladin – Der Drachenjäger (Dawn of the Dragonslayer)
- 2011: Syvälle salattu (englisch Body of Water), Regie: Joona Tena
- 2012: Metsän tarina (englisch Tale of a Forrest), Regie: Kim Saarniluoto und Ville Suhonen
- 2013: Schattenkrieger – The Shadow Cabal (Saga: The Shadow Cabal), Regie: John Lyde
- 2014: Ya ne vernus (englisch I won’t come back), Regie: Ilmar Raag
- 2014: Muumit Rivieralla (deutsch Mumins an der Riviera), Regie: Xavier Picard
- 2014: Meine griechischen Ferien (Lomasankarit)
- 2015: Находка (russisch Nahodka, englisch The Find), Regie: Viktor Dement
- 2016: Järven tarina (englisch I won’t come back), Regie: Marko Röhr und Kim Saarniluoto
- 2016: Lake Bodom (Regie: Taneli Mustonen)
- 2016: Rölli ja kaikkien aikojen salaisuus (englisch Rolli and the Secret of all time), Regie: Taavi Vartia
- 2017: An Autobiography (Regie: Mari Mantela)
- 2017: Ikitie (englisch Eternal Road), Regie:  AJ Annila
- 2017: 95, Regie: Aleksi Mäkelä
- 2018: Supermarsu (englisch Super Furball), Regie: Joona Tena
- 2019: Luontosinfonia (Regie: Marko Röhr)
- 2020: Teräsleidit (Regie: Pamela Tola)
- 2020: Peruna (Regie: Joona Tena)
- 2021: Das Geheimnis der versunkenen Yacht (Pertsa & Kilu)
- 2021: Tunturin tarina (Regie: Marko Röhr)
- 2022: The Twin (Regie: Taneli Mustonen)
- 2022: Supermarsu 2 (Regie: Joona Tena)
- 2022: 5000 Blankets (Regie: Amin Matalqa)
- 2022: Kuinka käänsin rabobeston kylkiasentoon (Regie: Mari Mantela)
- 2023:  Pertsa ja Kilu: Faaraon sormus(Regie: Taavi Vartia)
- 2025: Klein-Sibirien (Pikku-Siperia)

### Ballett
- Moomin and the Comet, Choreografie: Anandah Kononen, 2015 in der Finnischen Nationaloper uraufgeführt.[2]

## Auszeichnungen
The International Film Music Critics Association zeichnete Panu Aaltio dreimal mit dem Best Documentary Score Award aus, 2013 für Tale of a Forest, 2017 für Tale of a Lake und 2023 für Tunturin tarina. Für die Musik zu Tale of a Lake erhielt er 2017 auch den Jussi für die Beste Musik.